# リオグランデドスル・カトリック大学
リオグランデドスル・カトリック大学（ポルトガル語：Pontifícia Universidade Católica do Rio Grande do Sul、略称 PUCRS）はブラジル、リオグランデ・ド・スル州ポルト・アレグレにあるカトリック系私立大学。ポルトアレグレ大司教が大学の総長を兼任する教皇庁立大学である。

## 概要
59の学科、10のオンライン専用の学位コース、4000人以上の学生、500を超える研究組織を有する総合大学である。大学内に複合スポーツ施設、脳神経研究所、大学病院、PUCRS科学技術博物館、劇場を併設している。
ブラジルの大手新聞社であるフォーリャ・デ・サンパウロが2019年に発表した国内大学ランキングでは公立大学含めた全大学中18位、私立大学では１位に格付けされている。

## 歴史
1900年、当時のリオグランデ・ド・スル司教の呼びかけによりマリスト修道士会がポルト・アレグレに学校を創設したことを起源に持つ。
1948年、国の認可を受けカトリック系総合大学として設立。1950年マリスト修道士会とリオグランデ・ド・スル大司教の要望を受け教皇ピウス12世により教皇府立大学として承認される。これによりリオグランデ・ド・スル州はリオデジャネイロ州、サンパウロ州に続き教皇府立大学を持つ三つ目のブラジルの州となった。